# Bernd Geck
Bernd Geck (* 3. Juni 1959 in Oldenburg) ist ein außerplanmäßiger Professor (apl. Prof.) am Institut für Hochfrequenztechnik (HFT) der Leibniz Universität Hannover.

## Leben
Bernd Geck, geb. Fromm, ist Sohn von Gerhard und Elsbeth Fromm, geb. Stoffers. Nach Besuch der Grundschule (1966–1969), der Realschule (1969–1975) und des Gymnasiums (1975–1978) in Oldenburg, das er mit dem Erwerb der allgemeinen Hochschulreife im Mai 1978 abschloss, leistete er von Juli 1978 bis September 1979 seinen Grundwehrdienst ab.
Ab Oktober 1979 studierte er Elektrotechnik an der Universität Hannover und wurde am 30. März 1987 Diplom-Ingenieur (Dipl.‑Ing.). Ab Juni 1987 arbeitete er, zunächst als wissenschaftlicher Mitarbeiter, ab Mai 1992 als wissenschaftlicher Angestellter, am HFT der Uni Hannover. 
Am 5. Juni 1997 wurde er mit seiner Dissertation Die Anwendung des Homodyn-Prinzips zur Netzwerkanalyse im Millimeter-Wellen-Bereich bei Professor Jürgen Marquardt am Fachbereich Elektrotechnik der Universität Hannover zum Doktor-Ingenieur (Dr.‑Ing.) promoviert. Seit 2010 wirkt er dort als außerplanmäßiger Professor. Zu seinen Forschungsschwerpunkten gehören:
- Identifizierung mit Hilfe von HF‑Signalen (RFID)
- Nahfeldkommunikation (NFC)
- Sensoren auf der Basis von Mikrowellen- und Millimeterwellen-Messtechnik
- Kontaktlose Netzwerkanalyse
- HF-Leistungsverstärker

Bernd Geck ist seit Juli 1987 mit Bärbel Geck verheiratet und hat zwei Kinder.

## Schriften (Auswahl)
- Die Anwendung des Homodyn-Prinzips zur Netzwerkanalyse im Millimeter-Wellen-Bereich. 1997, ISBN 3-662-12098-4, S. 1–136, doi:10.15488/9442 (uni-hannover.de [PDF]).
- Weitere Schriften, siehe auch: Published Works unter Weblinks